# عبد العزيز كاملوف
عبد العزيز خافيزوفيتش كاميلوف (أوزبكي: عبد العزيز شافيزوفيتش كاميلوف ؛ الروسية: Абдулазиз Хафизович Камилов ، عبد العزيز شافيزوفيتش كاميلوف ؛ من مواليد 16 نوفمبر 1947) هو سياسي أوزبكي يعمل في أوزبكستان. في نفس المنصب من 1994 إلى 2003.

## النشأة والتعليم
وُلد كاميلوف في 16 نوفمبر 1947 ، في يونغيل ، أوزبكستان. تخرج من  الأكاديمية الدبلوماسية بوزارة الشؤون الخارجية للاتحاد السوفيتي. من عام 1978 إلى عام 1980 ، كان طالب دراسات عليا في قسم الدراسات الشرقية في أكاديمية العلوم في الاتحاد السوفيتي. لديه دكتوراه في التاريخ.